# 그린버그 트라우리그

[https://www.gtlaw.com/ko/locations/seoul

그린버그 트라우리그(Greenberg Traurig LLP)는 미국에 본사를 둔 미국계 다국적 대형 로펌이다. 약 2,300명 이상의 변호사와 41곳의 지사를 전세계에 두고 있다. 2017년 기준 미국에서 가장 큰 로펌 보관됨 2020-07-28 - 웨이백 머신으로 선정된 바 있고 Global 20 로펌에 꾸준히 포함되는 세계적인 로펌 보관됨 2020-07-28 - 웨이백 머신이다.  Lex Machina가 2009년 이후 집계한 상업소송 수행 사건 수에서 미국 로펌 중 1위를 차지했다.
그린버스 트라우리그는 외국법자문법률사무소 설립인가를 받아 2013년부터 서울 사무소를 운영하고 있으며 소송, 국제중재, 크로스보더 M&A, 자본시장 등의 분야에서 굵직한 사건들을 대리하며 호평을 받고 있다.